# Трновець-при-Драмлях
Трновець-при-Драмлях (словен. Trnovec pri Dramljah) — поселення в общині Шентюр, Савинський регіон, Словенія. Висота над рівнем моря: 290,5 м.

## Назва
У 1955 році назву поселення було змінено з Трновець на Трновець-при-Драмлях.